# Onychocerus
Onychocerus es un género de escarabajos longicornios de la subfamilia Lamiinae. Fue descrito por Jean Théodore Lacordaire en 1830.

## Especies
- Onychocerus aculeicornis (Kirby, 1818)
- Onychocerus albitarsis Pascoe, 1859
- Onychocerus ampliatus Bates, 1875
- Onychocerus concentricus Bates, 1862
- Onychocerus giesberti Júlio y Monné, 2001
- Onychocerus hovorei Júlio y Monné, 2001
- Onychocerus scorpio (Fabricius, 1781)
- Onychocerus versutus (Lane, 1966)